# Antoni Creus Solé
Antoni Creus Solé (Mollet del Vallès, 1934 - Girona, 24 d'agost de 2011) fou un doctor enginyer industrial i llicenciat en medicina i cirurgia molletà, pilot privat amb més de 45 anys d'experiència i submarinista amb un títol de tres estrelles. Llicenciat en enginyeria industrial a l'Escola Tècnica Superior d'Enginyeria Industrial de Barcelona l'any 1963, fou doctor en la mateixa especialitat el 1978 i, per altra banda, fou llicenciat en medicina i cirurgia per la Facultat de Medicina (UB) l'any 1985. En l'àmbit universitari, va exercir com a professor titular del Departament de Projectes de la Universitat Politècnica de Catalunya fins al 2005 i va formar part de la Fundación Universitaria Iberoamericana.
Fou director de la delegació del departament industrial i d'electromedicina de Honeywell, soci fundador de l'escola de pilots de l'aeroport de Sabadell Gavina l'any 1991 i coordinador del conveni entre AENA-Aeroport de Sabadell.